# Sokol (1895)
Sokol byl první torpédoborec ruského carského námořnictva a později též sovětského námořnictva. Plavidlo bylo prototypem série torpédoborců třídy Krečet. Během zkoušek dosáhl 30uzlové rychlosti, díky čemuž patřil mezi nejrychlejší torpédoborce své doby. Ve službě byl v letech 1895–1922. Účastnil se první světové války a ruské občanské války.

## Stavba

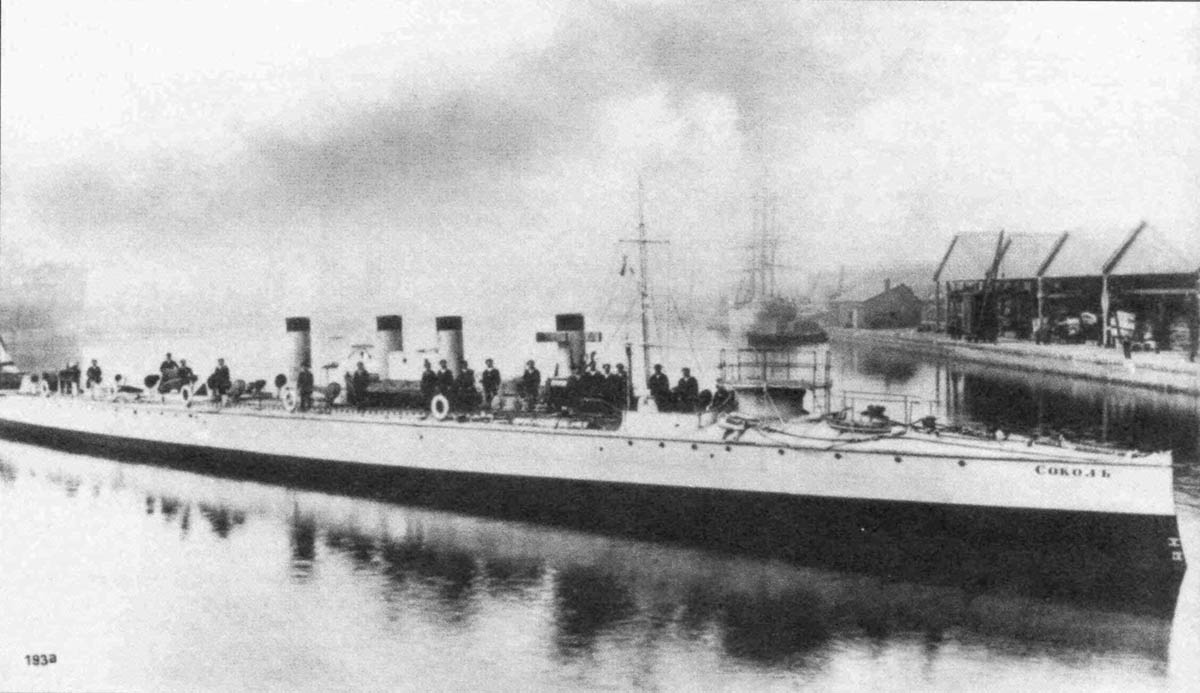
Sokol

Torpédoborec postavila britská loděnice Yarrow ve Scostounu. Stavba byla zahájena roku 1894. Na vodu byl spuštěn 22. srpna 1895 a do služby byl přijat v říjnu 1895.

## Konstrukce
Výzbroj představoval jeden 75mm kanón Canet umístěný na přídi před můstkem, dále tři 47mm kanóny Hotchkiss a dva 381mm torpédomety. Celkem bylo neseno šest torpéd. Pohonný systém tvořilo osm kotlů a dva parní stroje s trojnásobnou expanzí o výkonu 3800 hp, pohánějící dva lodní šrouby. Torpédoborec měl čtyři komíny. Nejvyšší rychlost dosahovala 29 uzlů. Dosah byl 750 námořních mil při rychlosti 15 uzlů.

### Modernizace
Roku 1910 torpédoborec dostal výzbroj dvou 75mm kanónů, dvou 7,6mm kulometů a dvou 450mm torpédometů. Dále unesl až 10 min.

## Služba
V březnu 1902 byl přejmenován na Prytkij. Ve službě byl ještě za první světové války. Od roku 1916 sloužil jako minolovka, přičemž minolovné vybavení nahradilo torpédomety. Za ruské občanské války jej získali bolševici, přičemž byl znovu vyzbrojen torpédomety. Roku 1918 byl převeden od Baltského loďstva k Povolžské flotile. Roku 1922 byl vyřazen a sešrotován.